# (12712) 1991 EY3
(12712) 1991 EY3 là một tiểu hành tinh vành đai chính. Nó được phát hiện bởi Henri Debehogne ở Đài thiên văn La Silla ở Chile ngày 12 tháng 3 năm 1991.